# Neosiro exilis
Neosiro exilis is een hooiwagen uit de familie Sironidae. De originele naamcombinatie (protoniem) was Siro exilis Hoffman, 1963.